# Villa Seefeld
Villa Seefeld fue una residencia en las orillas del Lago de Constanza, en la localidad suiza de Rorschach.

## Historia
Fue construida en 1858. Diez años después, hacia el 7 de julio de 1868, fue comprada por la reina madre de Wurtemberg, Paulina de Wurtemberg. Paulina de Wurtemberg ordenó su embellecimiento y la utilizó como residencia de verano.
A su muerte, la villa fue heredada por su hija Catalina Federica de Wurtemberg. Esta última sería a su vez madre del futuro Guillermo II de Wurttemberg. Este último conocería en la villa, en el verano de  1876, a su segunda esposa la princesa María de Waldeck-Pyrmont.
En esta época fue lugar de destino para distintos visitantes de la realeza como la familia de Francisco, duque de Teck (hijo del duque Alejandro de Wurtemberg). Este príncipe estaba casado con la princesa británica María Adelaida de Cambridge, siendo padres de María, futura reina consorte del Reino Unido, quien también visitó Villa Seefeld. Estas visitas, así como la propia villa, se encuentran descritas en la biografía oficial de María de Teck, Queen Mary.
En la orilla contraria del Lago de Constanza se encontraba el palacio de Friedrichshafen, antiguo monasterio, donde pasaban los meses de verano Carlos I de Wurttemberg y su esposa Olga.

## Descripción
La villa se encontraba a escasos metros del Lago de Constanza, en el camino hacia la localidad frontera de Horn. Se rodeaba de amplios jardines y praderas.
En 1894 la villa era cuidada por un administrador y un jardinero y su ayudante.

### Individuales
1. ↑  Schriften des Vereins für Geschichte des Bodensees und seiner Umgebung (en alemán). Bodenseegeschichtsvereins. 1892. p. 128. Consultado el 28 de julio de 2022.
2. ↑  «Aus der Schweiz». Vorarlberger Landes-Zeitung (79). 11 de julio de 1868. p. 3.
3. ↑  «Privatvermögen: Schloss Montfort». Deutsche Digitale Bibliothek (en alemán). Consultado el 28 de julio de 2022.
4. ↑  Schukraft, Harald (2006). Kleine Geschichte des Hauses Württemberg (en alemán). Silberburg-Verlag. p. 229. ISBN 978-3-87407-725-5. Consultado el 28 de julio de 2022.
5. ↑  Wurtemberg, Reino de (1894). «Staatshandbuch für Württemberg.1894». Staatshandbuch für Württemberg (en alemán) (Druck von W. Kohlhammer): 15. Consultado el 28 de julio de 2022.